# Психологический дискомфорт
Психологический дискомфорт — это внутреннее состояние неудобства, осознание нарушений и противоречий в иерархии ценностно-мотивационной сферы, душевный разлад. Возникает как общий фон внутриличностного конфликта, сопровождает ситуации выбора личности, характеризует послеконфликтное состояние оппонентов.
Психологический дискомфорт является неизбежным аспектом человеческого существования. Он может состоять из целого комплекса субъективных переживаний и затрагивать различные сферы человеческой жизни, характеризуясь длительными ощущениями неспособности решить какие-либо существующие проблемы или негативными оценками происходящего вокруг.

### Причины
Психологический дискомфорт является довольно распространённым явлением, особенно в современном мире, однако его игнорирование может привести к весьма серьёзным последствиям, так как он может перерасти в депрессию, лечение которой более трудоёмкое. При этом наибольшее влияние на появление данного типа дискомфорта оказывают какие-либо негативные события в жизни человека или происшествия, влияющие на его эмоциональное состояние в той или иной степени. Другими словами, основной причиной является дискомфорт, вызванный неудовлетворёнными психологическими потребностями, которые являются основными мотиваторами человеческого поведения. В связи с тем, что у людей разные ценностные ориентиры, они совершенно в разной степени реагируют на неудовлетворённость одной и той же человеческой потребности.
Наиболее распространёнными причинами психологического дискомфорта являются:
- Отсутствие удовлетворения от собственной жизни
- Длительная полоса неудач
- Долговременное отсутствие успеха или профессиональные достижения
- Проблемы в отношениях с близкими людьми, друзьями и коллегами
- Постоянный стресс на работе или учёбе
- Эмоциональное выгорание
- Финансовые трудности
- Различные болезни
- Сравнение себя с более успешными окружающими людьми
- Когнитивный диссонанс

### Лечение
В первую очередь необходимо своевременно диагностировать наличие психологического дискомфорта и оценить степень его тяжести, принять причины сложившейся ситуации как что-то свершившееся, осознать собственную ответственность за своё будущее и постараться найти, если это возможно, психологическую стабильность.
Важно помнить, что если нет возможности как-то изменить ситуацию, вызвавшую психологический дискомфорт, то стоит постараться изменить своё отношение к ней. Именно это является одним из первых и наиболее эффективных способов для нормализации эмоционального состояния человека. Следующим важным шагом является направление мышления на позитив, то есть необходимо поверить в положительных исход всех существующих проблем.
Помочь при психологическом дискомфорте могут также чёткий и последовательный график жизни и постановка креативных задач.
Помимо всего прочего многие религиозные традиции, в частности, в буддизме пытались лечить боль, которую ощущает человек при психологическом дискомфорте, при помощи медитативных практик. Стоит отметить, что медитация очень полезна для психологического здоровья. Ей свойственны осознанность и особые дыхательные упражнения, которые помогают снять стресс и тревогу.
В том случае, если всё вышеописанное не помогает, а тревожность усиливается, стоит незамедлительно обратиться к специалисту. Лечением психологического дискомфорта занимаются психотерапевты.

## Список использованной литературы
- Анцупов А. Я., Шипилов А. И. Словарь конфликтолога. 2009.
- Зинченко Ю. Как пережить самоизоляцию и не сойти с ума: учимся снимать тревожность. https://minzdrav.gov.ru/ru
- Как справиться с психологическим дискомфортом в условиях кризиса?. https://www.med74.ru/psy
- «Meditation changes the brain». www.nhs.uk.
- Shneidman ES. The Suicidal Mind. Oxford University Press; 1996. Appendix A Psychological Pain Survey. p. 173.
- Wille RSG. On the capacity to endure psychic pain. The Scandinavian Psychoanalytic Review. 2011; 34:23-30. doi:10.1080/01062301.2011.10592880.